# Borato
Los boratos en la química son compuestos químicos que contienen oxoaniones boro, con boro en estado de oxidación de +3. El ion borato más simple es BO3−
3, con estructura plana trigonal, aunque otros muchos son conocidos. BO3−
3 forma sales con elementos metálicos. El boro se encuentra en la naturaleza es comúnmente como un mineral de borato. El boro también se encuentra combinado con silicatos para formar complejos de borosilicatos minerales como la turmalina.
Muchos boratos son fácilmente hidratados y contienen grupos estructurales de hidróxido y fácilmente se deben considerar como hidroxoboratos.

## Química acuosa

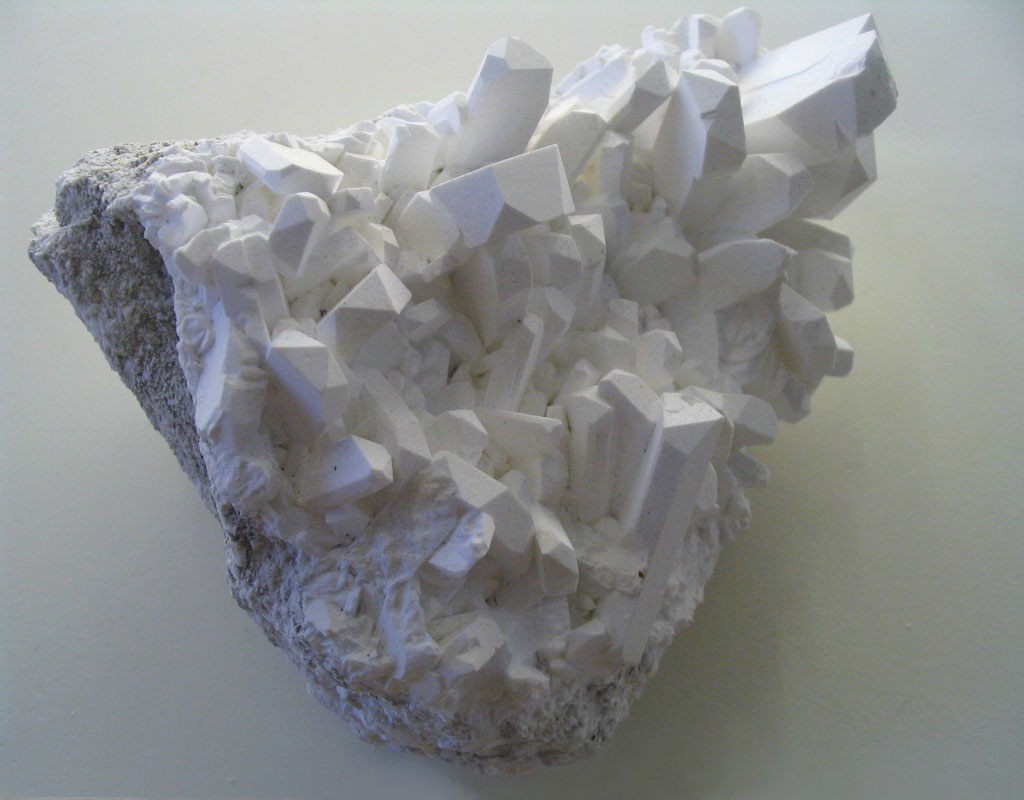
Cristales de heptaoxotetraborato de sodio o bórax, un borato.

En solución acuosa el borato existe en muchas formas. En condiciones ácido y neutro, es el ácido bórico, comúnmente escrito como H3BO3 pero más correctamente B(OH)3. El pKa del ácido bórico es 9.14 a 25 °C. El ácido bórico no se disocia en solución acuosa, pero es ácida debido a su interacción con las moléculas de agua, formando tetrahidroxiborato:
B(OH)3 + H2O  B(OH)−
4 + H+
Ka = 5.8x10−10 mol/l; pKa = 9.24.
Los aniones poliméricos que contienen unidades estructurales OH (polihidroxoboratos) se forman a un pH de 7–10 si la concentración del boro es aproximadamente superior a 0.025 mol/L. El más conocido de éstos es el ion que se encuentra en el mineral bórax:
4 B(OH)−
4 + 2 H+  B4O5(OH)2−
4 + 7 H2O
Aunque el ácido bórico acepta un hidróxido para formar B(OH)−
4, los iones ficticios son más fáciles de usar en cálculos de valores pKa y otros. Así, para un ácido poliprótico típico, la serie de desprotonación dihidrógenoborato [H2BO−
3], hidrógenoborato [HBO2−
3], y borato [BO3−
3] se pueden escribir en función del pH.

## Iones poliméricos
Un número de iones poliméricos de borato se conocen en los compuestos anhidros, que se hacen por reacción B(OH)3 o B2O3 con óxidos metálicos, por ejemplo:
- diborato B2O54− por ejemplo, en Mg2B2O5 (suanita)
- triborato B3O75- en CaAlB3O7 (johachidolita)
- tetraborato B4O96− por ejemplo, en Li6B4O9
- los metaboratos que contengan [BO2−]n con tres coordenadas de boro por ejemplo, en LiBO2, CaB2O4
- los metaboratos que contengan 3 y cuatro coordenadas de boro, a menudo estas son modificaciones de alta presión.

## Sales comunes del borato

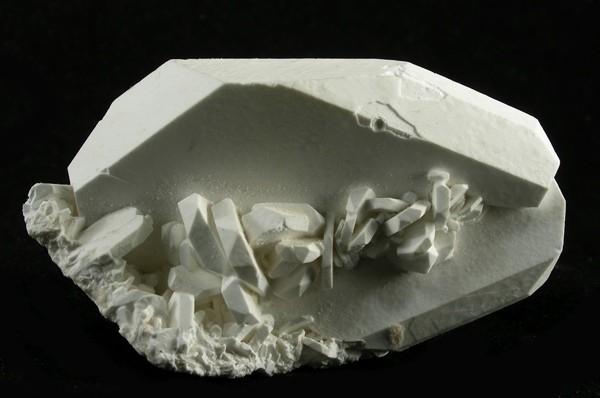
La tincalconita después del Borax, ollo del boro, Boron, California. Size: 8.0 x 4.5 x 4.5 cm.

Otras sales comunes incluyen al metaborato de sodio, NaBO2, y tetraborato de sodio, Na2B4O7,  este último se conoce mejor como borax una sal decahydratada, la cual contiene al ion hydroxoborato , B4O5(OH)4 2−. La fórmula completa es Na2[B4O5(OH)4]·8H2O.
La Provincia Turca de Kirka, en Turquía, y Boron  en California, son los lugares con mayor concentración de Bórax o Tincal a nivel mundial. La Puna Argentina ; se encuentra en el segundo lugar, siendo la mina Tincalayu (Salta) y la mina Loma Blanca (Jujuy) unas de las más importantes del planeta.
Varias formas de borato se usan como conservantes para madera o fungicidas como el octaborato tetrahidratado de disodio.

## Ésteres del borato
Los ésteres del borato son compuestos orgánicos del tipo B(OR)3 donde R es un residuo orgánico (por ejemplo, alquilo o arilo), los ésteres del borato incluyen el trimetil borato, B(OCH3)3, que se utiliza como precursor de ésteres borónicos para acoplamientos de Suzuki.